# ترسوس (صدف)
ترسوس (صدف) (نام علمی: Tresus) نام یک سرده از راسته صدف‌های سفت‌پوسته است.